# Олмстед (округ, Міннесота)
Шаблон:StateAbbr_ 44°00′ пн. ш. 92°24′ зх. д. / 44° пн. ш. 92.4° зх. д.
Округ Олмстед (англ. Olmsted County) — округ (графство) у штаті Міннесота, США. Ідентифікатор округу 27109.

## Історія
Округ утворений 1855 року.

## Демографія
За даними перепису
2000 року
загальне населення округу становило 124277 осіб, зокрема міського населення було 100158, а сільського — 24119.
Серед мешканців округу чоловіків було 61078, а жінок — 63199. В окрузі було 47807 домогосподарств, 32308 родин, які мешкали в 49422 будинках.
Середній розмір родини становив 3,09.
Віковий розподіл населення поданий у таблиці:
| Стать    | До 15 років | 15-21 | 22-29 | 30-39 | 40-49 | 50-65 | 65-85 | Понад 85 |
| -------- | ----------- | ----- | ----- | ----- | ----- | ----- | ----- | -------- |
| Чоловіки | 14233       | 5945  | 6628  | 10163 | 9970  | 8639  | 4982  | 518      |
| Жінки    | 13510       | 5575  | 6925  | 10026 | 10204 | 9067  | 6390  | 1502     |

## Суміжні округи
- Вобаша — північ
- Вінона — схід
- Філлмор — південь
- Мовер — південний захід
- Додж — захід
- Гудг'ю — північний захід

## Виноски
1. ↑  US Decennial Census. US Census Bureau. Процитовано 24 жовтня 2014.
2. ↑  Historical Census Browser. University of Virginia Library. Архів оригіналу за 11 серпня 2012. Процитовано 24 жовтня 2014.
3. ↑  Population of Counties by Decennial Census: 1900 to 1990. US Census Bureau. Процитовано 24 жовтня 2014.
4. ↑  Census 2000 PHC-T-4. Ranking Tables for Counties: 1990 and 2000 (PDF). US Census Bureau. Процитовано 24 жовтня 2014.
5. ↑  State & County QuickFacts. Бюро перепису населення США. Архів оригіналу за 7 червня 2011. Процитовано 1 вересня 2013.(англ.) Наведено за англійською вікіпедією.
6. ↑  American FactFinder. Бюро перепису населення США. Архів оригіналу за 26 лютого 2012. Процитовано 31 січня 2008.

| США | Це незавершена стаття з географії США. Ви можете допомогти проєкту, виправивши або дописавши її. |